# Pseudocleobis titschacki
Espèce
Synonymes
- Tetracleobis titschacki Roewer, 1942

Pseudocleobis titschacki est une espèce de solifuges de la famille des Ammotrechidae.

## Distribution
Cette espèce est endémique du Pérou.

## Étymologie
Cette espèce est nommée en l'honneur d'Erich Titschack.

## Publication originale
- Roewer, 1942 : Einige neue Arachniden I. Veröffentlichungen des Deutschen Kolonial Ubersee-Museums, Bremen, vol. 3, p. 277–280.